# Gelich Richárd
Gelich Richárd (Pozsony, 1821. június 2. – Budapest, 1899. február 4.) katonatiszt, katonai szakíró.

## Származása, tanulmányai
Vagyontalan, dalmát-olasz eredetű katonacsaládból származott. Apja tengerésztiszt volt, aki Velence Osztrák Császársághoz csatolása után belépett a császári hadseregbe és később egy gyalogezred parancsnoka lett. Ezredesként halt meg Velencében 1848-ban. Felesége, Gelich Richárd édesanyja Adrian Balbi olasz földrajztudós nővére volt. Gelich Richárd a családi hagyományoknak megfelelően a katonai pályát választotta, felsőbb tanulmányait a bécsújhelyi katonai akadémián végezte. 

## Pályája a császári és királyi hadseregben
1840-ben alhadnagyként lépett a császári és királyi hadsereg, 41. gyalogezredébe, melynek ekkor apja volt a parancsnoka. 1845-ig alakulatával Magyarország különböző részein állomásozott. 1845. június 1-jén hadnaggyá léptették elő és áthelyezték a Galíciában állomásozó 30. (Nugent) sorgyalogezredbe. Alakulatával részt vett a lengyel felkelés leverésében.

## Szerepe az 1848–49-es szabadságharcban
1848. október 30-án kilépett a császári hadseregből és november 11-én november 1-jétől számítandó főhadnagyi rangban a magyar hadügyminisztérium táborkari osztályán szolgált. A 13. honvédzászlóalj állományába került, de megrendült egészségi állapota miatt nem teljesíthetett csapatszolgálatot. 1849. február 8-án január 1-jei hatállyal századossá léptették elő, és kinevezték a táborkari osztály hadműveleti alosztályának főnökévé. Június 25-én június 1-jei hatállyal beosztásának megtartása mellett őrnaggyá léptették elő. Ebben a beosztásban és rangban szolgált a szabadságharc bukásáig. A fegyverletétel után Szeged környékén bujdosott. Itt ismerkedett meg Vadász Imre városi hivatalnok leányával, akit feleségül vett, majd rövidesen feleségével Bécsen keresztül külföldre távozott. A császári hadbíróság 1851. május 30-án távollétében kötél általi halálra ítélte.

## Emigrációban
Bécsen keresztül Wrocławba, Berlinbe, Hamburg-Altonába, majd a Holsteinba bevonuló osztrák csapatok elől Brémába menekült. Ezután Kölnben, később Brüsszelben élt, majd 1951-ben Londonban telepedett le. Tagja volt a báró Kemény Farkas által vezetett londoni emigránsszervezet választmányának. A bécsi levéltárak megnyitása után vált ismertté, hogy jelentéseket küldött a magyar emigrációról az osztrák titkosrendőrségnek. 1855-ben az angol hadsereg tisztje lett. Itt egy az angol katonai nevelőintézetek átszervezésére vonatkozó emlékiratot készített, melynek egyes pontjait a későbbiekben hasznosítottak. Mint az angol hadsereg idegenlégiójának őrnagya, az 5. könnyű gyalogezred kötelékében részt vett a krími háborúban. 1858-ban kilépett az angol hadseregből és az osztrák hatóságoknál kérvényezte, hogy hazatérhessen. 1858 júliusától 1859 februárjáig Olmützben vizsgálati fogságban volt. A haditörvényszék, mint a szabadságharcban részt vett volt császári és királyi tisztet kötél általi halálra ítélte, de egyúttal kegyelmet is kapott. 

## Pályája a Magyar Királyi Honvédségben
A honvédség kiegyezés utáni újjászervezésekor a hadügyminisztérium osztálytanácsosaként részt vett az új véderőrendszer törvényjavaslatának kidolgozásában. 1870-ben ezredesi rangban a 4. honvédzászlóalj parancsnokává nevezték ki. 1871-től a pozsonyi dandár parancsnoka lett. 1878-ban címzetes vezérőrnagyi rangban nyugalomba vonult.

## Újságírói és szakírói pályája
Első figyelmet keltő munkája német nyelven Willisen in Schleswig und Holstein címmel jelent meg Kölnben, melyben összehasonlítást tett a magyar szabadságharc és a schleswig–holsteini hadjárat között. Hazatérése és a haditörvényszéki eljárás lefolytatása után 1861-től Temesváron szerkesztette a Grenzbote című politikai lapot, melyet gróf Pálffy Mór helytartó hamarosan betiltott. Ezután különféle német lapokba írt cikkeket a magyarországi viszonyokról, a magyar lapokban hadtudományi írásai jelentek meg, melyek közül számos az 1848–49-es szabadságharc katonai történetével foglalkozott.
1882 és 1889 között jelent meg az 1848–49-es szabadságharcról írt három kötetes műve, Magyarország függetlenségi harcza 1848-49-ben címmel. A mű tényanyagában alig haladja meg a témakörben már megjelent átfogó művek, Horváth Mihály, vagy Wilhelm Rüstow munkáiét, Gelich azonban igyekezett hasznosítani az 1860-as évek óta megjelent emlékiratokat és feldolgozásokat is. Művében az 1848–49-es magyar kormányok hivatalos lapja, a Közlöny alapján számos korabeli forrást közöl, és az egyes hadjáratokról összefoglaló hadműveleti elemzést is ad. Szemtanúként számos részletet közöl a magyar hadügyi igazgatás működéséről is.

### Művei
- Willisen in Schleswig und Holstein (Köln, 1851)
- Ungarns Fall 1848-49. Von einem ungarischen Stabsoffizier (Köln, 1851)
- The hungarian Generals of the war of the 1848-49. Biographical and political sketches I–IV. (London, 1855)
- Briefe eines alten Soldaten über den Krieg im Norden, die k. k. österr., die k. preuss., die k. italien Armee (Bécs, 1867)
- Tájékozás a hazai hadrendszerről alkotandó törvényjavaslatról (Pest, 1867)
- Die Reorganisation der Heeresmacht Oesterr.-Ungarns mit Bezugnahme auf die Reorganisationsfrage. Vom Verfasser der Briefe eines alten Soldaten (Bécs, 1878)
- Magyarország függetlenségi harcza 1848-49-ben, I-II-III. kötet, Budapest, é. n. [1882–1889]